# Svazková škola
Svazková škola je školské zařízení zřizované dobrovolným svazkem obcí platné od 1. ledna 2005. Pro vedení svazkové školy je jmenován jeden ředitel a případně ředitelé jednotlivých škol. Svazková škola může zahrnovat jednu a více základních škol, jednu a více mateřských škol, jídelny a další pracoviště. Rozsah povinností a oprávnění obcí při zajišťování vzdělávání a školských služeb je pro všechny obce stejný.
Obce musí podle školského zákona při zřizování škol přihlížet ke kritériím:
- soulad rozvoje vzdělávání a školských služeb s potřebami trhu, vývojem a rozvojem oblasti
- dostupnost vzdělávání a školských služeb

Obec má povinnosti zajistit podmínky pro plnění povinné školní docházky dětem s trvalým pobytem v obci nebo dětem umístěných v ústavní péči na území obce. Obec má tři možnosti řešení povinnosti poskytnout vzdělávací a školské služby:
1. zřídit základní školu, zřídit mateřskou školu, zřídit stravovací zařízení,
2. uzavřít dohodu o společném školské obvodu základní školy jiné obce,
3. zřídit nebo se stát členem svazku obcí.

## Právní formy zřízení školy

### Školská právnická osoba
„Podle školského zákona je právnickou osobou zřízenou podle zákona č. 561/2004 Sb., jejíž hlavní činností je poskytování vzdělávání podle vzdělávacích programů uvedených v § 3 a školských služeb podle zákona č. 561/2004 Sb.“ Vedle hlavní činnosti může školská právnická osoba vykonávat i doplňkovou činnost (podnikatelskou), záleží na podmínkách stanovených při zřizování školské právnické osoby.
Zřizovatelem školské právnické osoby může být: MŠMT, kraj, obec nebo svazek obcí, jiná právnická osoba (např. obchodní společnost) nebo fyzická osoba. Školská právnická osoba se zřizuje zřizovací listinou (v případě jednoho zřizovatele, např. svazek obcí) nebo zřizovatelskou smlouvou (v případě více zřizovatelů).
Působnost zřizovatele se liší podle toho zda jde o veřejný nebo soukromý sektor. U soukromé právnické osoby se stanovuje rada, která vykonává většinu kompetencí. U veřejné právnické osoby zůstávají kompetence zachovány u zřizovatele. Statutárním orgánem školské právnické osoby je ředitel.
Základní zdroje financování:
- finanční prostředky ze státního rozpočtu a z rozpočtu územních samosprávných celků
- příjmy z hlavní a doplňkové činnosti
- finanční prostředky od zřizovatele
- úplata za vzdělávání a školské služby (pouze v soukromém sektoru)
- příjmy z majetku ve vlastnictví školské právnické osoby
- dary a dědictví
- jiné finanční příjmy

Školská právnická osoba zřizuje peněžní fondy, které mohou být rezervní, investiční, kulturní, sociální a jsou použity podle zákona.

### Příspěvková organizace
Příspěvková organizace je zřizována podle zákona č. 250/2000 Sb., o rozpočtových pravidlech územních rozpočtů, ve znění pozdějších předpisů.

## Dopravní obslužnost
Pokud vzdálenost spádové školy žáka a jeho trvalé bydliště přesahuje 4 km, kraj je povinen zajistit dopravu tam i zpět.
V souvislosti s plánovaným zavedením povinného předškolního vzdělávání pro děti v posledním roce před zahájením povinné školní docházky je navrženo také rozšíření povinností kraje o zajištění dopravy dětí, pro které je předškolní vzdělávání povinné, do spádové mateřské školy a ze spádové mateřské školy.

## Funkce
Svazková škola poskytuje lepší propojení rodičů a školy. Pracoviště může poskytovat pedagogy s větší specializací a proměňovat pedagogy na svých pracovištích, to vede ke zkvalitnění výuky. Pro ředitele je to možnost lépe reagovat na počty dětí. Provoz svazkové školy má nižší náklady a snazší získávání dotací.
K záporným věcem svazkových škol patří to, že na ředitele jsou kladeny větší nároky, jelikož ředitel řeší spíše administrativní záležitosti a musí mít schopnosti pro vedení velké instituce. Zřízení svazkové školy je složitý proces. Nevýhodou je také malá informovanost veřejnosti o existenci svazkového školství a často odsuzování takové instituce.[zdroj?]

## Svazkové školy v Česku
1. ZŠ a MŠ Regionu Karlovarský venkov (web)
2. ZŠ a MŠ Údolí Desné (web)
3. Základní škola a Mateřská škola Bez hranic (web)